# Ťahan
Ťahan este o arie protejată (arie specială de conservare — SAC, sit de importanță comunitară — SCI) din Slovacia întinsă pe o suprafață de 309,11 ha, integral pe uscat.

## Localizare
Centrul sitului Ťahan este situat la coordonatele 48°22′24″N 20°06′24″E / 48.373199°N 20.106612°E.

## Înființare
Situl Ťahan a fost declarat sit de importanță comunitară în aprilie 2004 pentru a proteja 1 specie de plante și 2 specii de animale. Situl a fost protejat și ca arie specială de conservare în martie 2004.

## Biodiversitate
Situată în ecoregiunea panonică, aria protejată conține 1 habitat natural: Păduri panonice-balcanice de stejar turcesc - stejar sesil.
La baza desemnării sitului se află mai multe specii protejate:
- plante (1): papucul doamnei (Cypripedium calceolus)
- nevertebrate (2): croitorul mare al stejarului (Cerambyx cerdo), rădașcă (Lucanus cervus)

Pe lângă speciile protejate, pe teritoriul sitului au mai fost identificate 9 specii de plante, 2 specii de mamifere, 2 specii de reptile.